# Swansea City Association Football Club 2017-2018
Questa pagina raccoglie i dati riguardanti il Swansea City Association Football Club nelle competizioni ufficiali della stagione 2017-2018.

## Rosa
| N. |                           | Ruolo | Calciatore           |
| -- | ------------------------- | ----- | -------------------- |
| 1  | Polonia (bandiera)        | P     | Łukasz Fabiański     |
| 2  | Costa d'Avorio (bandiera) | A     | Wilfried Bony        |
| 3  | Corea del Sud (bandiera)  | C     | Ki Sung-yueng        |
| 5  | Paesi Bassi (bandiera)    | D     | Mike van der Hoorn   |
| 6  | Inghilterra (bandiera)    | D     | Alfie Mawson         |
| 7  | Inghilterra (bandiera)    | C     | Leon Britton         |
| 8  | Paesi Bassi (bandiera)    | C     | Leroy Fer            |
| 11 | Paesi Bassi (bandiera)    | A     | Luciano Narsingh     |
| 12 | Inghilterra (bandiera)    | A     | Nathan Dyer          |
| 13 | Svezia (bandiera)         | P     | Kristoffer Nordfeldt |
| 14 | Inghilterra (bandiera)    | C     | Thomas Carroll       |
| 15 | Inghilterra (bandiera)    | A     | Wayne Routledge      |
| 16 | Svezia (bandiera)         | A     | Martin Olsson        |
| 17 | Inghilterra (bandiera)    | C     | Sam Clucas           |

| N. |                        | Ruolo | Calciatore         |
| -- | ---------------------- | ----- | ------------------ |
| 18 | Ghana (bandiera)       | A     | Ayew               |
| 19 | Ghana (bandiera)       | A     | Ayew               |
| 22 | Spagna (bandiera)      | D     | Àngel Rangel       |
| 25 | Paesi Bassi (bandiera) | P     | Erwin Mulder       |
| 26 | Inghilterra (bandiera) | D     | Kyle Naughton      |
| 27 | Inghilterra (bandiera) | D     | Kyle Bartley       |
| 33 | Argentina (bandiera)   | D     | Federico Fernández |
| 35 | Portogallo (bandiera)  | C     | Renato Sanches     |
| 46 | Curaçao (bandiera)     | A     | Kenji Gorré        |
| 52 | Galles (bandiera)      | D     | Connor Roberts     |
| 56 | Scozia (bandiera)      | C     | Jay Fulton         |
| 62 | Scozia (bandiera)      | A     | Oliver McBurnie    |